# Collstrop-De Federale Verzekeringen

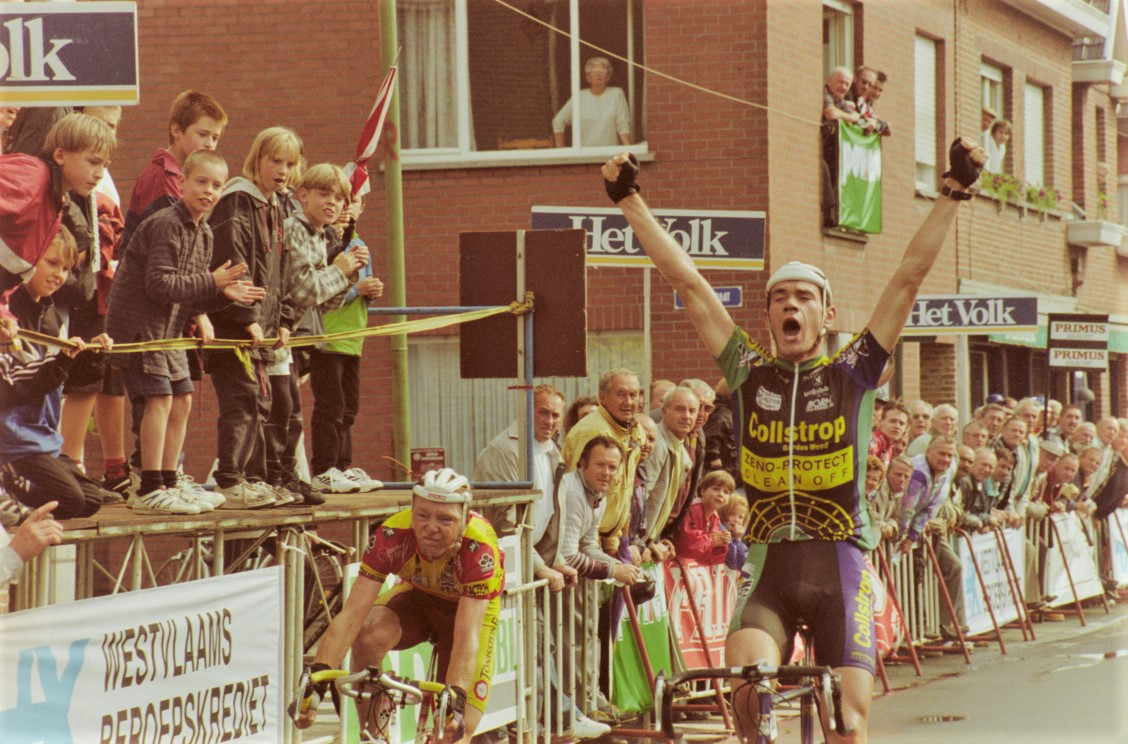
Danny Baeyens beim Sint-Elooisprijs 1997

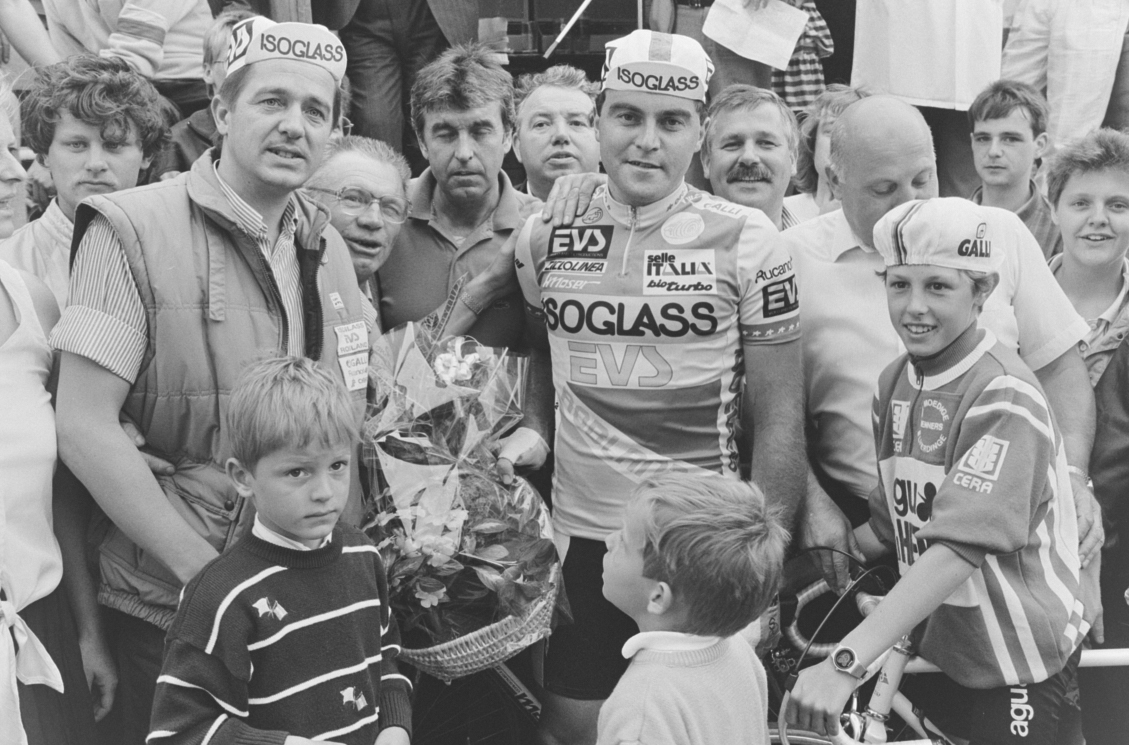
Maurice Terryn beim GP Raf Jonckheere 1988

Collstrop, Isoglass, Mini-Flat oder Robland war ein belgisches professionelles Radsportteam, das von 1986 bis 2000 bestand. Nicht zu verwechseln mit den Teams Collstrop-Palmans, Cycle Collstrop oder Mini Flat-Boule d’Or-Colnago.

## Geschichte
Das Team wurde 1986 unter der Leitung von Luc Landuyt und Robert Servais gegründet. Im ersten Jahr erzielte das Team dritte Plätze beim De Kustpijl und bei Binche–Chimay–Binche und ein fünfter Platz beim Grote Prijs Stad Zottegem. Neben dem ersten Sieg konnte sich das Team noch als Dritter beim Kampioenschap van Vlaanderen, als Vierter beim De Kustpijl und E3-Prijs Harelbeke platzieren. 1988 wurden zweite Plätze beim GP Lugano und beim De Kustpijl sowie ein dritter Platz bei Kampioenschap van Vlaanderen erreicht. Außer dem Sieg und einem zweiten Platz beim De Kustpijl und einem sechsten Platz beim Kampioenschap van Vlaanderen konnte das Team 1989 keine nennenswerten Erfolge vorweisen. 1990 belegte man zweite Plätze bei Nokere Koerse, bei der Ronde van Limburg und beim Giro dell’Etna und dritte Plätze bei Omloop van het Houtland und bei der Aragon-Rundfahrt. 1991 konnten keine Siege erzielt werden, dafür zweite Plätze beim Scheldeprijs, Grote Prijs Stad Zottegem, Omloop Vlaamse Scheldeboorden und einen dritten Platz bei Omloop van de Westhoek.1992 konnte neben den Siegen zweite Plätze bei der Bayern-Rundfahrt, beim Grand Prix de Wallonie, beim Flèche Ardennaise, Omloop van de Westhoek, dritte Plätze bei der Flandern-Rundfahrt U23, bei De Kustpijl, Halle–Ingooigem und bei Nationale Sluitingsprijs erzielt werden. 1993 wurde zweite Plätze bei der Tour d'Armorique, Memorial Rik Van Steenbergen, Ronde van Limburg belegt und bei Paris-Roubaix mit Platz 9 das beste Ergebnis bei diesem Rennen erzielt. Außerdem wurde Platz 8 bei Paris-Tours erreicht. Neben den Siegen wurde zahlreiche gute Platzierungen wie zum Beispiel zweite Plätze bei Nationale Sluitingsprijs, Memorial Rik Van Steenbergen, Continentale Classic, dritte Plätze bei GP Impanis, Druivenkoers-Overijse, Nokere Koerse sowie ein fünfter Platz bei Paris-Tours erzielt. 1995 belegte das Team zweite Plätze bei der La Côte Picarde, beim Grote Prijs Stad Zottegem, beim Grote Prijs Stad Vilvoorde, bei Halle–Ingooigem und ein dritter Platz bei Paris–Camembert erreicht. Als Platzierungen 1996 wurden zweite Plätze bei Grand Prix d’Isbergues, Binche–Chimay–Binche, dritte Plätze bei Circuit Franco-Belge, Rund um Köln, Veenendaal-Veenendaal, Grand Prix de Plumelec-Morbihan und Memorial Rik Van Steenbergen erreicht. 1997 wurden weniger Ergebnisse erzielt als im Vorjahr. Zweite Plätze wurden bei Grote Prijs Stad Zottegem, Omloop van het Houtland, Grand Prix Aarhus und dritte Plätze beim De Kustpijl, Grand Prix Criquielion, Circuit de Wallonie und bei Paris–Roubaix U23 erreicht. 1998 wurde nur ein Sieg erzielt und als weitere nennenswerte Platzierungen konnte das Team nur ein dritter Platz bei Le Samyn, ein vierter Platz bei Grote Prijs Stad Zottegem, ein fünfter Platz beim De Kustpijl und sechste Plätze beim Kampioenschap van Vlaanderen, Nokere Koerse, Circuit Franco-Belge und Dwars door Vlaanderen. Als Top-Platzierungen waren 1999 Platz 3 bei De Kustpijl und Omloop Vlaamse Scheldeboorden und Platz 4 bei der Tour de Wallonie nennenswert. 2000 wurde zweite Plätze beim Grote Prijs Stad Vilvoorde, Omloop van de Westhoek, Le Samyn und bei Schaal Sels erreicht. Am Ende der Saison 2000 löste sich das Team auf und fusionierte 2001 mit Palmans-Cras.

## Doping
1993 wurde der Fahrer Patrick Strouken nach einem Kriterium im niederländischen Maastricht positiv auf die Stimulans Nandrolon getestet. Patrick Strouken wurde mit einer Geldstrafe und einer dreimonatigen Sperre belegt.

## Erfolge
1987
- Omloop van het Houtland

1988
- Kuurne–Brüssel–Kuurne
- eine Etappe KBC Driedaagse van De Panne-Koksijde
- eine Etappe Belgien-Rundfahrt

1989
- eine Etappe Bayern-Rundfahrt

1990
- eine Etappe Vuelta a España
- Grand Prix de Rennes

1992
- Nationale Sluitingsprijs
- Binche–Chimay–Binche
- Halle–Ingooigem
- Grand Prix Cholet-Pays de la Loire
- Omloop Schelde-Durme
- Kattekoers-Ieper
- eine Etappe Tour du Limousin
- zwei Etappen Grand Prix Guillaume Tell

1993
- Gesamtwertung und eine Etappe Grand Prix Guillaume Tell
- Grand Prix de Wallonie
- Grand Prix Cholet-Pays de la Loire
- Omloop Vlaamse Scheldeboorden
- La Côte Picarde
- Omloop Schelde-Durme
- zwei Etappen Route d’Occitanie
- eine Etappe Valencia-Rundfahrt
- eine Etappe 4 Jours de Dunkerque
- eine Etappe Circuit Cycliste Sarthe
- eine Etappe Tour d’Armorique

1994
- Circuit des Frontières
- Grote Prijs Stad Vilvoorde
- Omloop van het Houtland
- Zomergem–Adinkerke
- zwei Etappen Tour DuPont
- eine Etappe Grand Prix Midi Libre
- eine Etappe Niederlande-Rundfahrt
- eine Etappe Kellogg’s Tour
- eine Etappe Circuit Cycliste Sarthe
- eine Etappe Regio-Tour
- eine Etappe Mittelmeer-Rundfahrt
- eine Etappe Étoile de Bessèges

1995
- Nokere Koerse
- Clásica de Almería
- Grand Prix de Denain Porte du Hainaut
- Gesamtwertung und eine Etappe Grand Prix Guillaume Tell
- zwei Etappen Schweden-Rundfahrt
- eine Etappe Tour de l’Avenir
- eine Etappe Olympia’s Tour
- Nordholland-Rundfahrt

1996
- Omloop van het Houtland
- Grote Prijs Stad Zottegem
- Kampioenschap van Vlaanderen
- Omloop Vlaamse Scheldeboorden
- Flèche Ardennaise
- Grand Prix de la Ville de Lillers
- Grand Prix de Plumelec-Morbihan
- eine Etappe Critérium du Dauphiné

1997
- Grote Prijs Stad Zottegem
- Omloop van de Westhoek
- Belgischer Meister – Straßenrennen (U23)

1998
- Zomergem-Adinkerke

1999
- Kasachischer Meister – Einzelzeitfahren

2000
- eine Etappe Guldensporentweedaagse
- Belgischer Meister – Straßenrennen (U23)
- Archer Grand Prix

## Wichtige Platzierungen
| Grand Tour            | 1988 | 1989 | 1990 | 1991 | 1992 | 1993 |
| --------------------- | ---- | ---- | ---- | ---- | ---- | ---- |
| Vuelta a EspañaVuelta | –    | –    | 82   | –    | 78   | 95   |
| Giro d’ItaliaGiro     | 31   | –    | –    | –    | –    |      |
| Tour de FranceTour    | –    | –    | –    | –    | –    | –    |

| Monument                 | 1987 | 1988 | 1989 | 1990 | 1991 | 1992 | 1993 | 1994 | 1995 | 1996 | 1997 | 1998 | 1999 | 2000 |
| ------------------------ | ---- | ---- | ---- | ---- | ---- | ---- | ---- | ---- | ---- | ---- | ---- | ---- | ---- | ---- |
| Mailand–Sanremo          | 129  | 88   | –    | –    | –    | –    | –    | –    | –    | –    | –    | –    | –    | –    |
| Flandern-Rundfahrt       | 41   | 58   | 42   | 31   | 49   | 19   | 35   | 10   | 58   | 23   | 67   | –    | –    | 65   |
| Paris–Roubaix            | –    | –    | –    | 11   | –    | –    | 9    | 16   | 43   | 28   | –    | –    | –    | –    |
| Lüttich–Bastogne–Lüttich | 78   | 51   | 84   | 52   | 39   | 49   | 71   | 77   | 42   | –    | –    | –    | –    | –    |
| Lombardei-Rundfahrt      | –    | –    | –    | –    | –    | –    | 65   | –    | –    | –    | –    | –    | –    | –    |

## Bekannte ehemalige Fahrer
- Freddy Maertens (1986–1987)
- Hendrik Redant (1987–1988+1993)
- Jan Bogaert (1991)
- Paul Haghedooren (1991–1993)
- Jean-Marie Wampers (1992)
- Laurent Desbiens (1992)
- Niko Eeckhout (1992–1993+1995–1996+1999–2000)
- Paul Haghedooren (1992–1994)
- Remig Stumpf (1993)
- Benjamin Van Itterbeeck (1993–1994)
- Eric De Clercq (1994)
- Etienne De Wilde (1994–2000)
- Adrie van der Poel (1994–1995)
- Thomas Fleischer (1994–1995)
- Jo Planckaert (1995)
- Wim Omloop (1995–1996)
- Frank Høj (1995–1997)
- Johan Capiot (1996)
- Magnus Bäckstedt (1996)
- Roger Hammond (1996+2000)
- Dmitri Fofonow (1999)